# Robert Flynn
Robert "Robb" Flynn (nascut Lawrence Matthew Cardine el 19 de juliol de 1967 a Oakland, Califòrnia) és un guitarrista i cantant nord-americà. Va ser el guitarrista del grup de thrash metal Vio-lence fins a l'any 1992. Al mateix any, va crear el grup de groove metal Machine Head.
L'any 2004 va ser un dels productors i màxims responsables del projecte Roadrunner United, de la discogràfica Roadrunner Records. Juntament amb diferents músics van gravar l'àlbum United: The All Star Sessions per celebrar el vint-i-cinquè aniversari de la discogràfica.
L'11 de juny del 2007, Robb Flynn va rebre el premi Metal Hammer 2007 Golden God Award.
Robert Flynn va ser temporalment el cinquè membre d'un petit grup de thrash metal, Octavian's Plague, amb el que va tocar unes setmanes. Va tocar al costat de Lyes Hassaine, Jonathan Hancock i el baixista Saad Siddique.